# Aquarius (ordinateur)
Pour les articles homonymes, voir Aquarius.

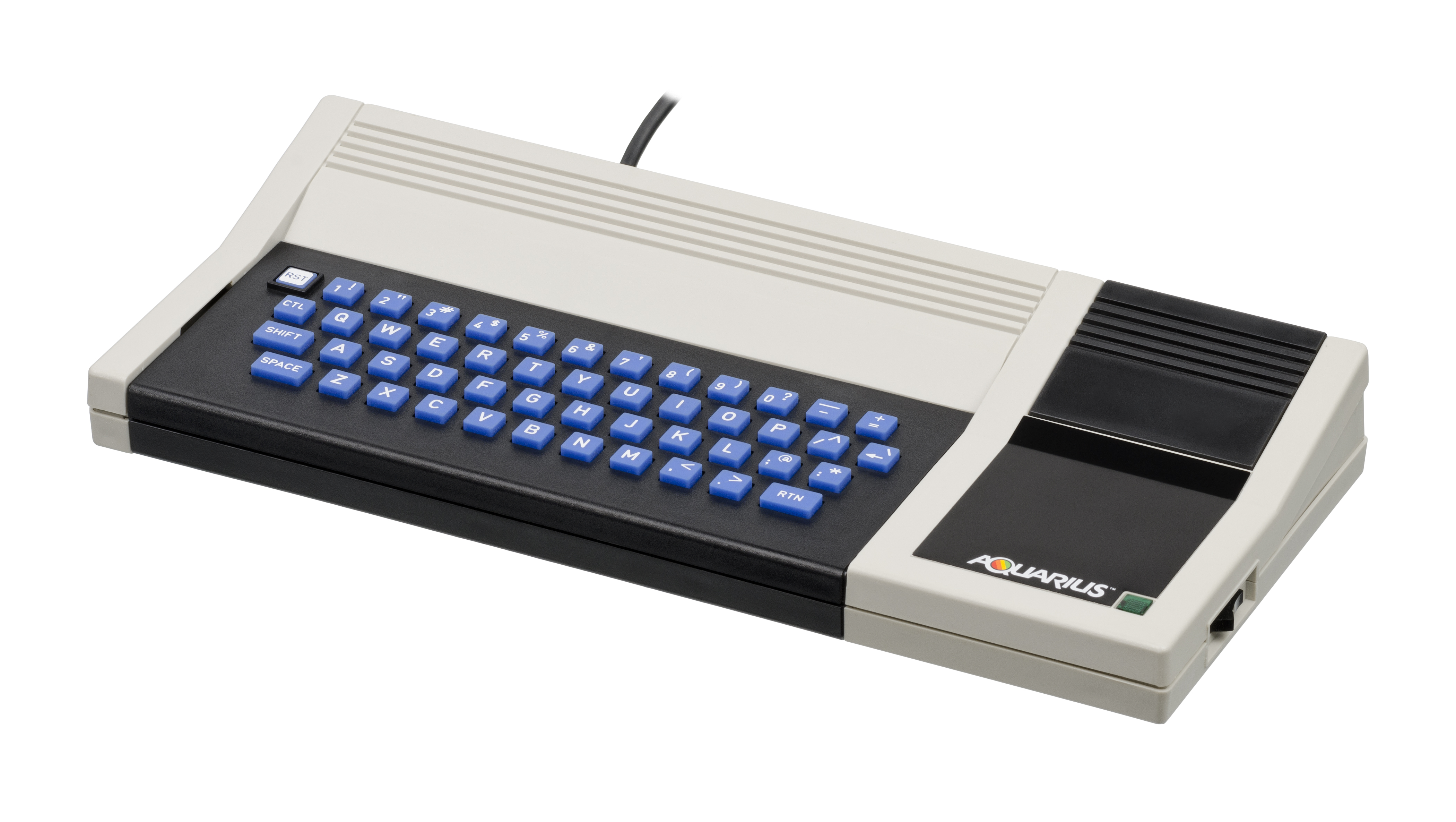
Un Aquarius

Aquarius est un ordinateur personnel produit par Mattel Electronics en 1983.
Il était équipé d'un processeur Zilog Z80, de 4 kio de RAM (extensible jusqu'à 52 k) et disposait d'un interpréteur BASIC en ROM. Il pouvait recevoir un écran et un lecteur de cassettes spécifiques, une extension de ports permettant de brancher deux manettes. Peu après son lancement, Mattel annonçait l'arrivée d'accessoires supplémentaires : un modem 300 baud, un lecteur de disquette et un module de contrôle X-10 dédié à la domotique. 
Il existe un modèle Aquarius II. doté de 20 ko de RAM.